# Magna Plaza

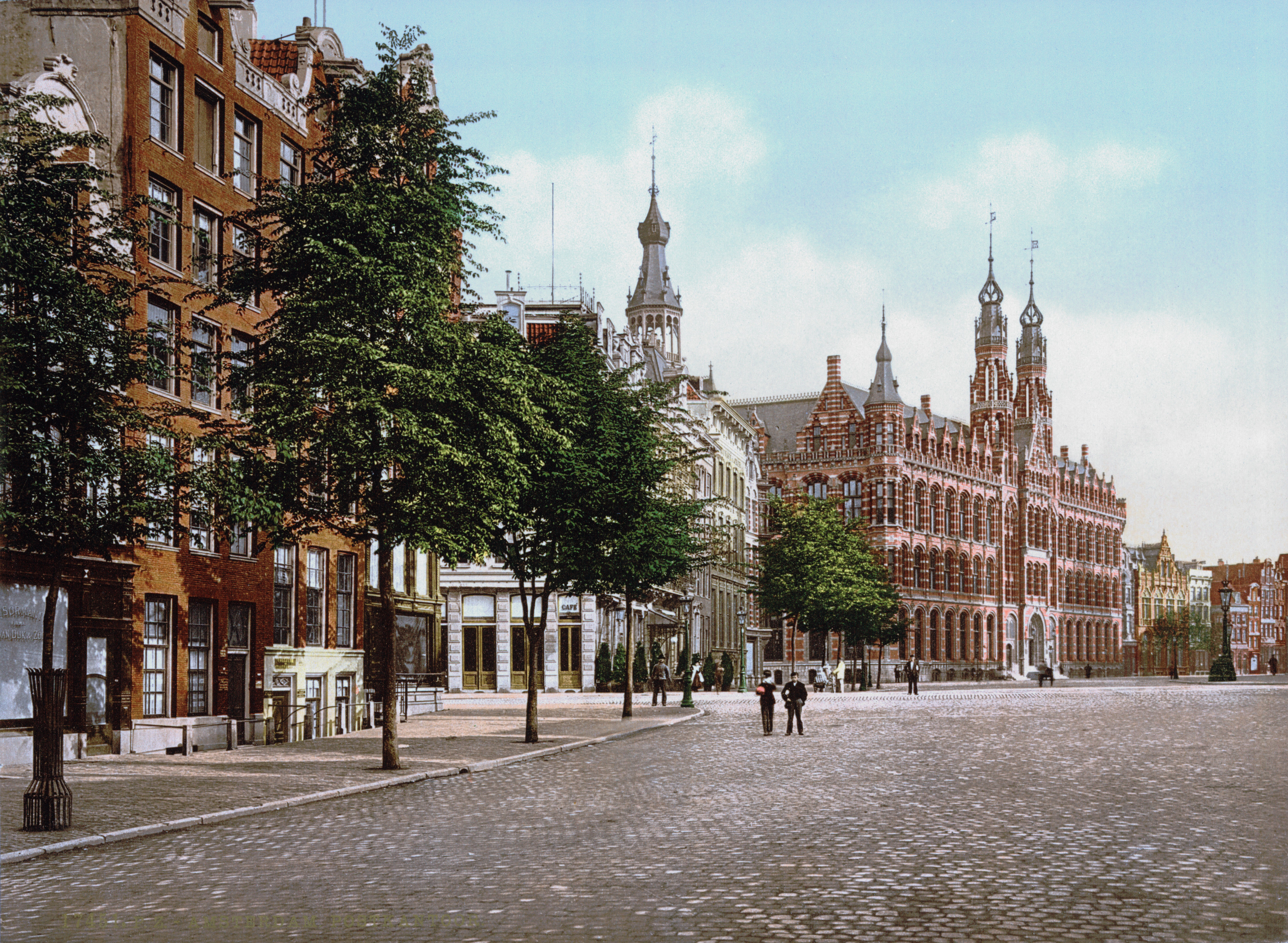
Het Hoofdpostkantoor vlak na de nieuwbouw (ca. 1900)

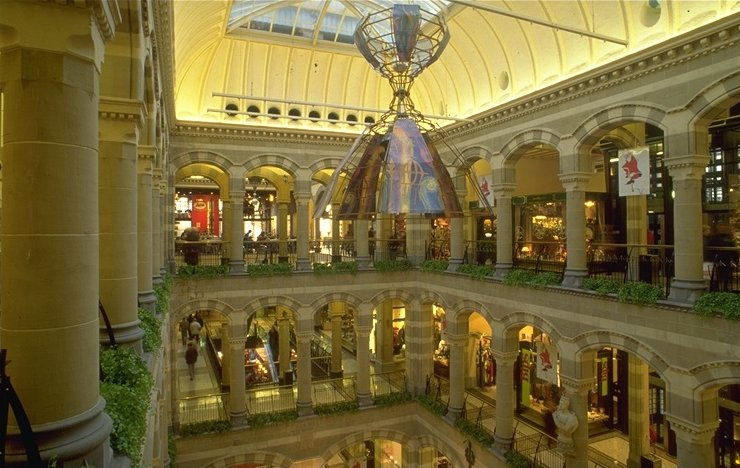
De grote hal binnen Magna Plaza

Het voormalige Amsterdamse Hoofdpostkantoor, thans winkelcentrum Magna Plaza is gelegen aan de Nieuwezijds Voorburgwal achter het Paleis op de Dam. Het gebouw is opgetrokken in een mengvorm van neostijlen, waarbij met name neogotische en neorenaissancistische elementen zijn gebruikt (ook wel: postkantorengotiek). Het werd als 6e geclassificeerd in de Top 100 van de Rijksdienst voor de Monumentenzorg uit 1990.

## Geschiedenis
Het Hoofdpostkantoor werd gebouwd in de periode 1895-1899 naar een ontwerp van rijksbouwmeester C.H. Peters ter vervanging van het Koninklijk Postkantoor uit 1854 van F.W. Conrad en Cornelis Outshoorn aan de toen nog ongedempte Nieuwezijds Voorburgwal, dat als tentoonstellingsgebouw dienstdeed vlak voordat het in 1897 werd afgebroken.

## Exterieur
Het bakstenen exterieur is overvloedig en gevarieerd geornamenteerd met natuursteen en voorzien van rijk geprofileerde omlijstingen van vensters en deuren. Langs de dakranden is een groot aantal dakkapellen aangebracht, elk met een eigen trapgeveltje. De peervormige torenbekroningen met opengewerkte spitsen waren in het ontwerp opgenomen om de telefoonlijnen te ontvangen, maar werden bij voorbaat overbodig toen deze ondergronds werden gelegd. Door die torentjes kreeg het gebouw al spoedig de bijnaam ‘Perenburg’.

## Interieur
Inwendig bevond zich een centrale hal met op de twee verdiepingen door arcades omgeven galerijen en daarboven een lichtkap. De openbare functie van het gebouw was beperkt tot de begane grond, de rest van het gebouw was alleen toegankelijk voor personeel van de PTT. Nadat de PTT in 1987 had aangekondigd de locatie te zullen verlaten werd het een jaar later voor ƒ 7,5 miljoen (ongeveer € 3,4 miljoen) verworven door de Zweedse projectontwikkelaar Lars-Erik Magnusson, die het doel had in het gebouw een luxueus winkelcentrum te realiseren. Behoud en optimaal gebruik van het monumentale gebouw stonden daarbij voorop. In februari 1991 werd met het werk begonnen. Van buiten bleef het werk nagenoeg beperkt tot schoonmaken, reparatie en restauratie van de gevels. Van binnen werd het gebouw volledig uitgebroken, met behoud van de dragende elementen en decoraties. Rechts van de centrale lichtkap werd een bestaande – maar reeds jaren dichtgezette – lichtkap vergroot en in het zicht gebracht, terwijl aan de linkerkant een nieuwe lichtkap werd gemaakt. De zo ontstane vides werden doorgezet in het souterrain. Het nieuwe winkelcentrum werd met een knipoog naar naam van de eigenaar "Magna Plaza" genoemd.

## Restauratie en winkelcentrum
Onverwachte bouwtechnische gebreken vertraagden het werk; zo moest de bestaande fundering worden vervangen - wat aanvankelijk niet de bedoeling was - en bleken sommige van de kolommen hol te zijn. De nieuwe winkelverdiepingen werden via roltrappen en liften met elkaar verbonden. De bestaande trappenhuizen bleven gehandhaafd, twee als noodtrappenhuis en een als publiekstrap. De zolderverdiepingen naast de lichtkappen werden ten slotte geschikt gemaakt voor verhuur als kantoren. Na de ingrijpende restauratie en verbouwing onder leiding van projectarchitect Hans Ruijssenaars, werd het gebouw op 27 augustus 1992 in gebruik genomen als winkelcentrum Magna Plaza.
In april 1999 was Magnusson door tegenvallende investeringsresultaten in Rusland genoodzaakt Magna Plaza van de hand te doen. Hij verkocht al zijn Nederlandse gebouwen, inclusief Magna Plaza, aan de vastgoedbeleggingsmaatschappij Uni-Invest. Tien jaar later werd de tweede verdieping van het pand gerestaureerd en getransformeerd tot een food hall. The Food Department ging in april 2019 open, en beschikte over verschillende stands, barren en een arcadehal.

## Bouwtekeningen

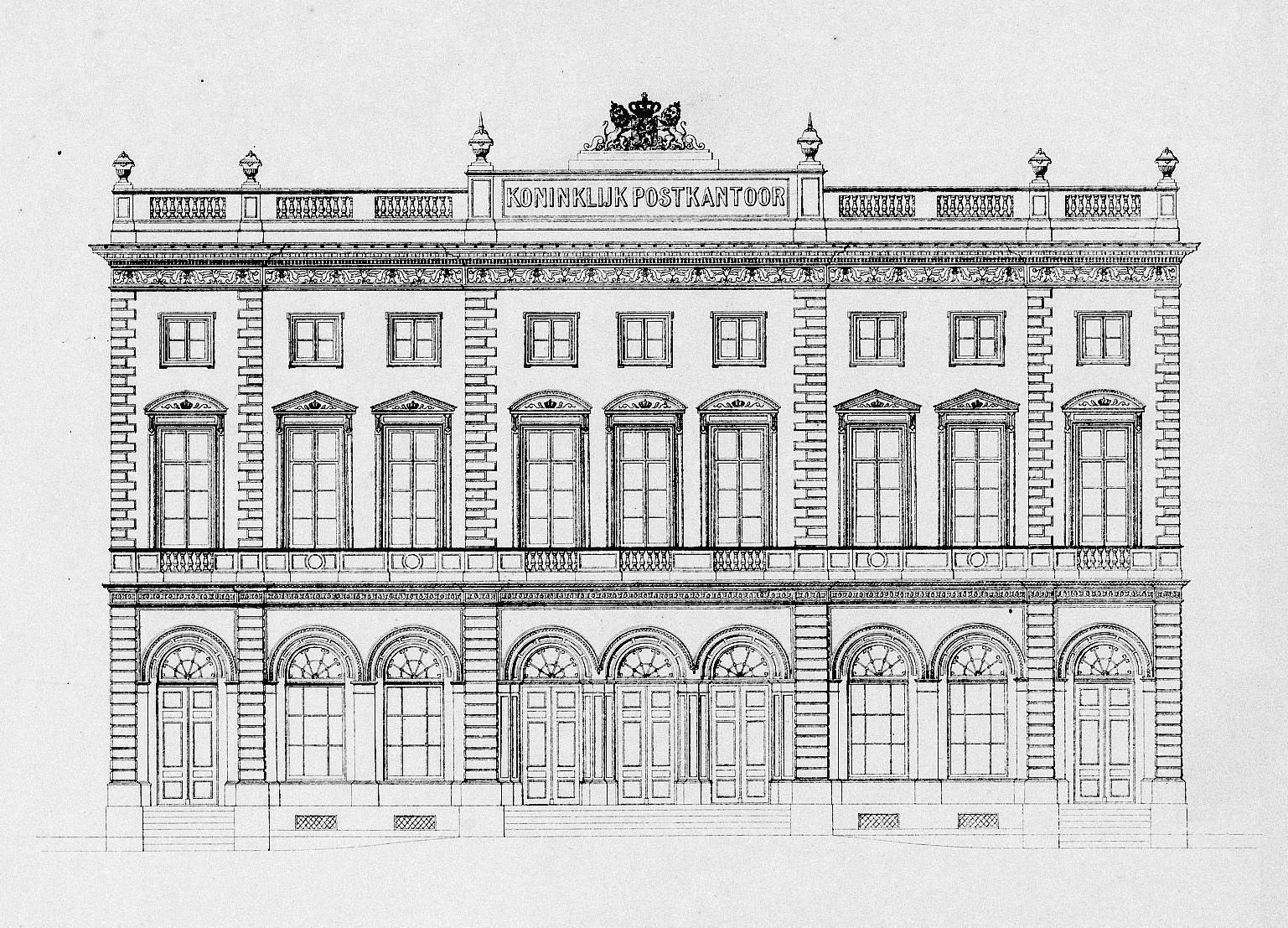
Tekening uit 1854 van het oude Koninklijk Postkantoor aan de Nieuwezijds Voorburgwal 192, afgebroken in 1897
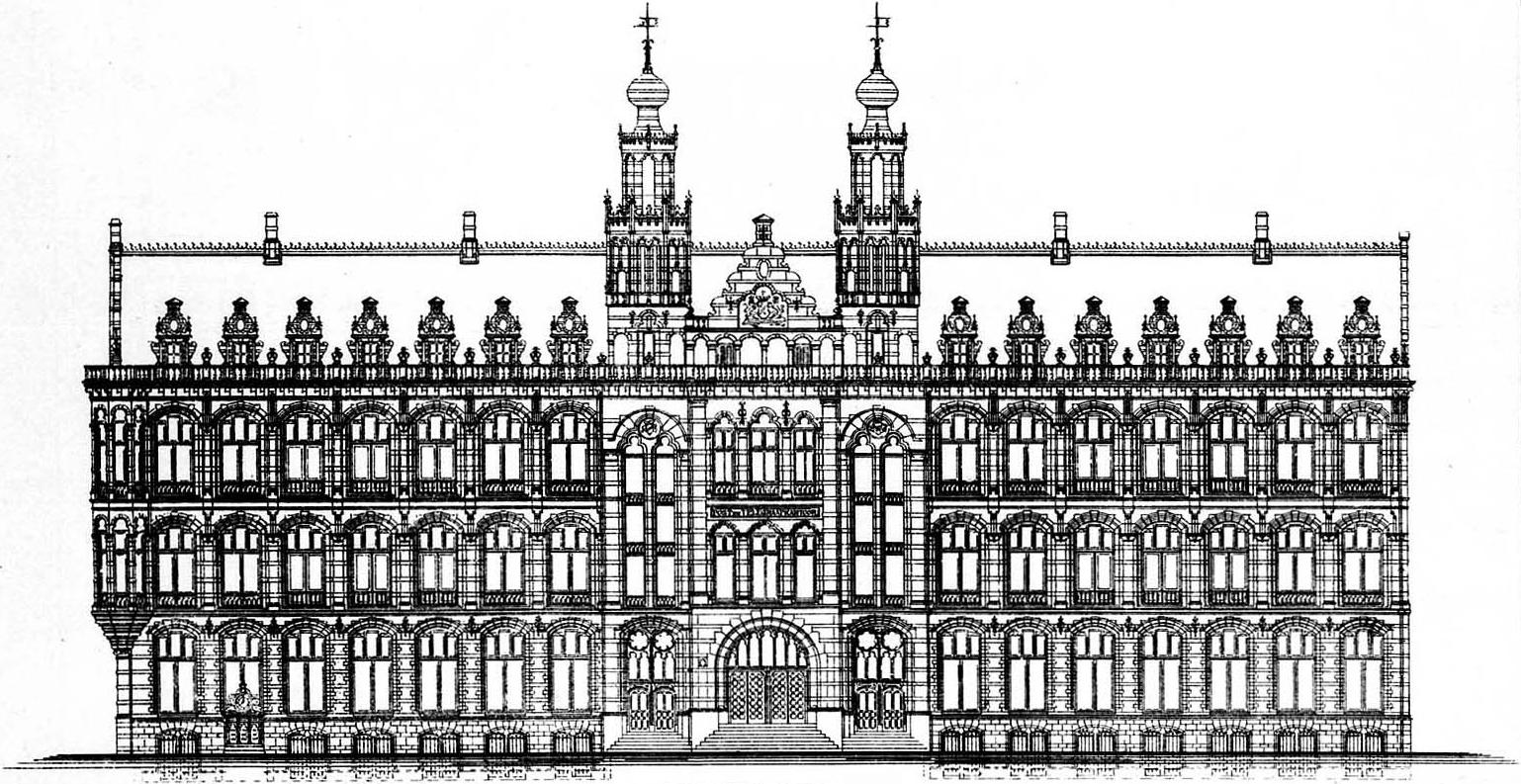
Negentiende-eeuwse tekening van het nieuwe Hoofdpostkantoor aan de Nieuwezijds Voorburgwal 182
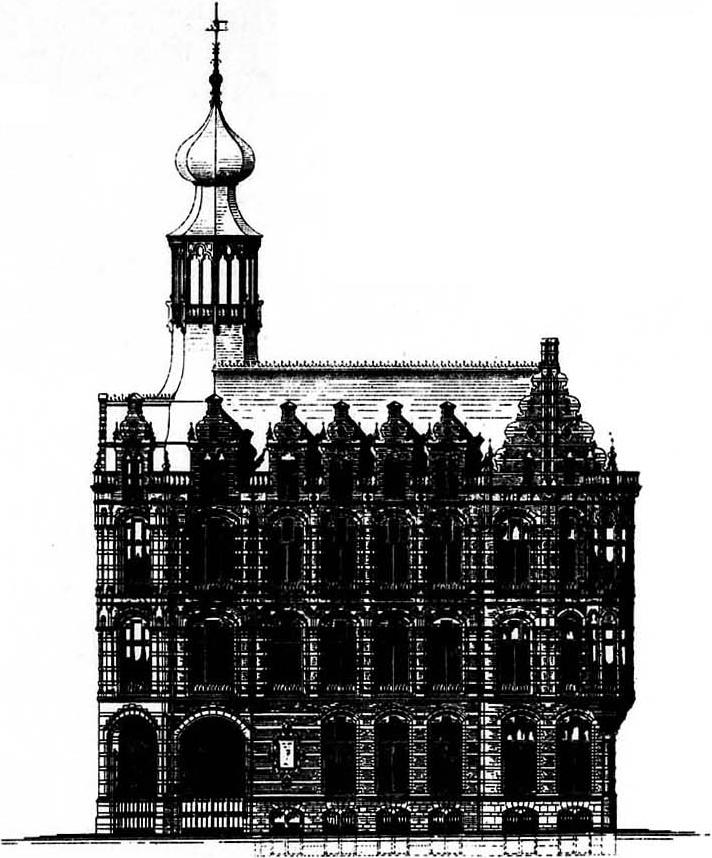
Negentiende-eeuwse tekening van de zijgevel van het nieuwe Hoofdpostkantoor aan de Raadhuisstraat